# Tapinauchenius elenae
Tapinauchenius elenae là một loài nhện trong họ Theraphosidae.
Loài này thuộc chi Tapinauchenius. Tapinauchenius elenae được Joachim Schmidt miêu tả năm 1994.